# Bernd Rother

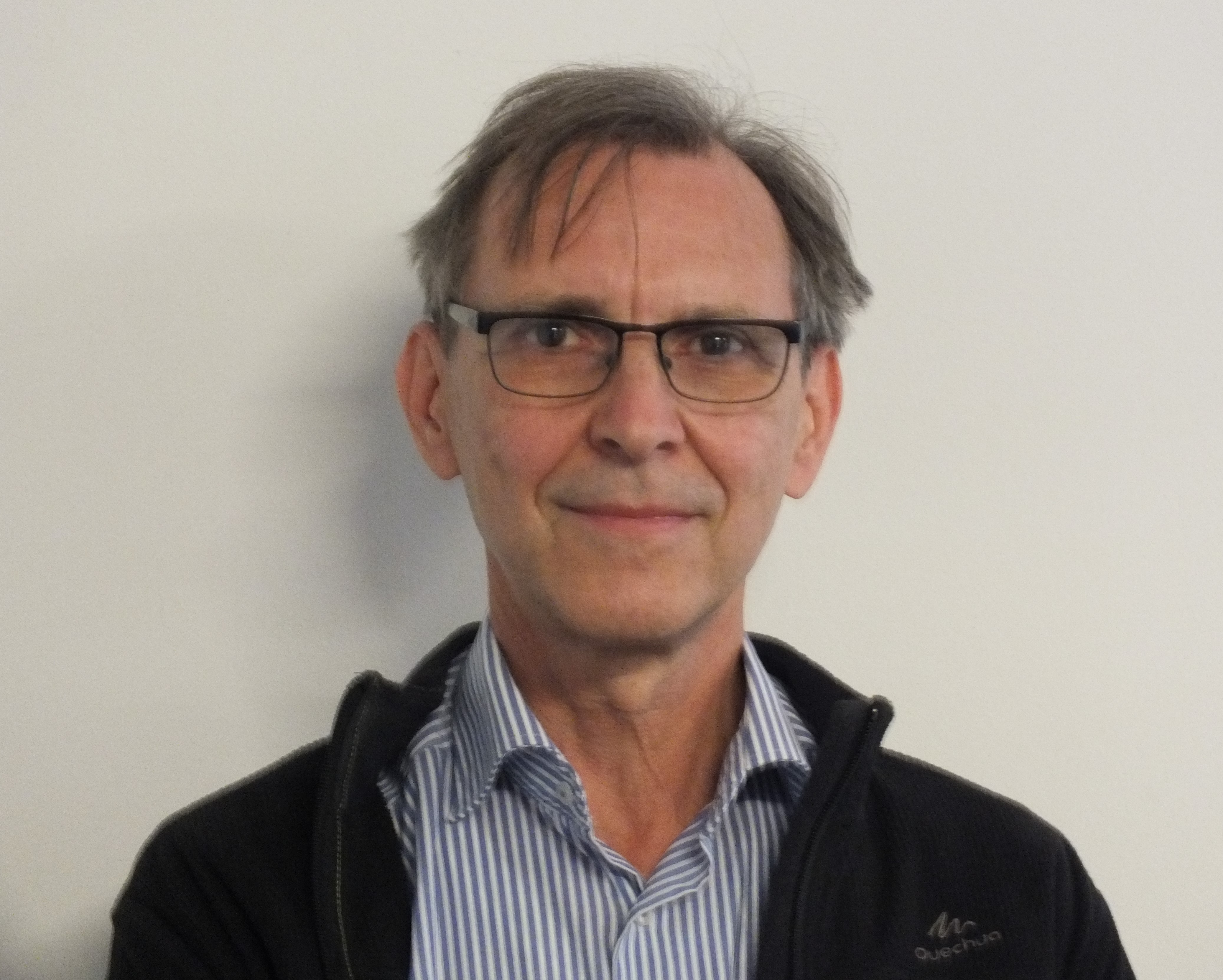
Bernd Rother 2021

Bernd Rother (* 4. Juli 1954 in Melbeck) ist ein deutscher Historiker.

## Leben
Rother legte das Abitur 1973 am Johanneum Lüneburg ab und studierte von 1974 bis 1981 Geschichte, Politikwissenschaft und Pädagogik zum Lehramt an der TU Braunschweig. Dort war er 1976 und 1977 Vorsitzender des Allgemeinen Studentenausschusses (AStA). 1984 wurde er mit einer Dissertation zur Sozialistischen Partei Portugals promoviert. Nach dem Referendariat arbeitete er als wissenschaftlicher Mitarbeiter beim Arbeitskreis Andere Geschichte Braunschweig (1986–1988), 1988 – 1990 beim Institut für Sozialgeschichte Bonn, 1991 – 1993 am Historischen Seminar der Universität Hannover sowie 1993 – 1999 am Moses Mendelssohn Zentrum für europäisch-jüdische Studien Potsdam. Von 1999 bis 2019 war er wissenschaftlicher Mitarbeiter der Bundeskanzler-Willy-Brandt-Stiftung und von 2006 bis zur Auflösung 2018 Mitglied der Historischen Kommission beim SPD-Parteivorstand. Von 2019 bis 2024 war er einer der beiden Sprecher des SPD-Geschichtsforums, dem er weiterhin angehört.
Er veröffentlichte zur Geschichte der Stadt Braunschweig und zum Freistaat Braunschweig, zur Geschichte der deutschen und europäischen Arbeiterbewegung, zur Geschichte der SPD und der Ostpolitik, zum Holocaust, zur Zeitgeschichte Spaniens und Portugals.

## Schriften
- Willy Brandt und die Ukraine. Warum sich das BSW zu Unrecht auf die Brandtsche Ostpolitik beruft. In: Blätter für deutsche und internationale Politik, Jg. 69 (2024) H. 11, S. 75–84 (online).
- »Willy Brandt muss Kanzler bleiben!« Die Massenproteste gegen das Misstrauensvotum 1972. Campus, Frankfurt/Main 2022, ISBN 978-3-593-51515-1.[1]
- Sozialdemokratie global. Willy Brandt und die Sozialistische Internationale in Lateinamerika. Campus, Frankfurt/Main 2021, ISBN 978-3-593-51501-4.
- Außenpolitik zur Eindämmung entgrenzter Gewalt. Historische Erfahrungen der Sozialdemokratie und gegenwärtige Herausforderungen. Hg. von Bernd Faulenbach und Bernd Rother, Essen 2016.
- Family Row: The Dual-Track Decision and Its Consequences for European Social Democratic Cooperation. In: Leopoldo Nuti, Frédéric Bozo, Marie-Pierre Rey, Bernd Rother (Hrsg.): The Euromissile Crisis and the End of the Cold War. Woodrow Wilson Center Press/Stanford University Press, Washington, D.C./Stanford 2015, ISBN 978-0-8047-9286-8 (englisch).
- (Hrsg.): Willy Brandts Außenpolitik. Springer, Wiesbaden 2014, ISBN 978-3-658-02918-0.
- Spanien und der Holocaust. Max Niemeyer Verlag, Tübingen 2001, ISBN 978-3-484-57005-4 (span. Übersetzung 2005).
- Der Parteivorstand der SPD im Exil. Protokolle der Sopade 1933–1940. Hg. von Marlis Buchholz und Bernd Rother (= Archiv für Sozialgeschichte, Beiheft 15). Bonn 1995, ISBN 978-3-8012-4051-6.
- Die Sozialdemokratie im Lande Braunschweig 1918–1933. Dietz, Bonn 1990, ISBN 978-3-8012-4016-5.
- Der verhinderte Übergang zum Sozialismus – Die Sozialistische Partei Portugals im Zentrum der Macht (1974–1978). Frankfurt/Main 1985.